# Jersey Express
I Jersey Express sono una squadra di pallacanestro della ABA 2000, con sede a Newark. Fondati nel 2005 come Newark Express, cambiarono denominazione prima della stagione 2007-08.

## Stagioni
| Stagione | Lega     | Denominazione  | V  | P  | %    | Piazzamento | Play-off               |
| -------- | -------- | -------------- | -- | -- | ---- | ----------- | ---------------------- |
| 2005-06  | ABA 2000 | Newark Express | 14 | 16 | 46,7 | 3º          | Primo turno            |
| 2006-07  | ABA 2000 | Newark Express | 2  | 21 | 8,7  | 5º          | -                      |
| 2007-08  | ABA 2000 | Jersey Express | 7  | 10 | 41,2 | 1º          | Quarti di finale       |
| 2008-09  | ABA 2000 | Jersey Express | 13 | 8  | 61,9 | 3º          | Quarti di finale       |
| 2009-10  | ABA 2000 | Jersey Express | 12 | 4  | 75,0 | 1º          | Semifinale di division |
| 2010-11  | ABA 2000 | Jersey Express | 3  | 1  | 75,0 | 1º          | -                      |
| 2011-12  | ABA 2000 | Jersey Express | 5  | 7  | 41,7 | 2º          | -                      |
| 2012-13  | ABA 2000 | Jersey Express | 8  | 3  | 77,8 | 1º          | Finale di division     |
| 2013-14  | ABA 2000 | Jersey Express | 9  | 2  | 81,8 | 1º          | Primo turno            |
| 2014-15  | ABA 2000 | Jersey Express | 8  | 7  | 53,3 | 3º          | -                      |